# Nekrolog 2003
Nekrolog
◄◄
| ◄
| 1999
| 2000
| 2001
| 2002
| 2003 | 2004 | 2005 | 2006 | 2007 | ► | ►►
Januar |
Februar |
März |
April |
Mai |
Juni |
Juli |
August |
September |
Oktober |
November |
Dezember 
Weitere Ereignisse | Allgemeiner Nekrolog 2003
Die Beschreibung der verstorbenen Person sollte so kurz wie möglich gehalten sein und nur deren signifikante Tätigkeit(en) enthalten.
Neue Namen ggf. auch unter dem Geburts- und Sterbedatum, also etwa unter 1. Januar und im Geburts- und Sterbejahr (2024) eintragen (nur bei entsprechender großer Wichtigkeit). Für Beispiele siehe die schon vorhandenen Artikel.
Außerdem über die fünf zuletzt Verstorbenen, zu denen es einen ausreichend guten Artikel für eine Präsentation auf der Hauptseite gibt, nach der todesbedingten Überarbeitung der Artikel ggf. auch unter Wikipedia Diskussion:Hauptseite informieren und sie am besten auch in den anderen Wikipedia-Sprachversionen eintragen. Tipp: Regelmäßig bei news.google.de nach „ist tot“, „gestorben“ oder „verstorben“ suchen.
Wenn eine Person gestorben ist, gibt es viele Seiten zu dieser Person in der Wikipedia, die davon auch betroffen sind und entsprechend aktualisiert werden müssen. Beispiele: Namenübersichtsseite, Geburtsjahr, Geburtsort-Seiten und viele mehr.
Wie finde ich die betroffenen Seiten?
Im Suchfeld auf der linken Seite gibt man den Suchbegriff so ein: „Vorname Nachname“. Dann klickt man auf Volltext und alle Seiten mit entsprechendem Suchtext werden aufgerufen. Hier sieht man dann schnell, wo auch das Todesjahr Sinn macht oder sogar ein Teil des Artikels angepasst werden muss. Auch hilft das „Werkzeug“ auf der linken Seite sehr gut, um solche Seiten aufzufinden: „Links auf diese Seite“. Somit ist die Wikipedia wieder aktuell in allen Bereichen! Hinweis: bei Eintragung der Kategorie „Gestorben JAHR“ wird der Missbrauchsfilter 49 ausgelöst, was jedoch nicht schlimm ist. Siehe: Spezial:Missbrauchsfilter/49
Dies ist eine Liste von im Jahr 2003 verstorbenen bekannten Persönlichkeiten. Die Einträge erfolgen innerhalb der einzelnen Daten alphabetisch sortiert. Tiere sind im Nekrolog für Tiere zu finden.
Die Liste ist nach Monaten aufgeteilt:
- Nekrolog Januar 2003
- Nekrolog Februar 2003
- Nekrolog März 2003
- Nekrolog April 2003
- Nekrolog Mai 2003
- Nekrolog Juni 2003
- Nekrolog Juli 2003
- Nekrolog August 2003
- Nekrolog September 2003
- Nekrolog Oktober 2003
- Nekrolog November 2003
- Nekrolog Dezember 2003

## Datum unbekannt
| Federico Álvarez Plata                | bolivianischer Politiker und Diplomat                                            |  |
| Maurice Ascalon                       | israelischer Künstler und Bildhauer                                              |  |
| Abd al-Qadir al-Badri                 | libysch Politiker, Premierminister von Libyen (1967)                             |  |
| Manuel Barbadillo                     | spanischer Maler und Computerkünstler                                            |  |
| Ernst Berger                          | Schweizer Nordischer Kombinierer                                                 |  |
| Henri Bonin-Pissarro                  | französischer Maler                                                              |  |
| Helmut Borufka                        | deutscher Offizier, zuletzt Generalleutnant der NVA                              |  |
| Jack Butler                           | US-amerikanischer Jazztrompeter und Sänger                                       |  |
| Reto Caslano                          | Schweizer Dichterarzt                                                            |  |
| Guldborg Chemnitz                     | grönländische Dolmetscherin, Kommunalpolitikerin und Frauenrechtlerin            |  |
| Clement Byrne Christesen              | australischer Journalist                                                         |  |
| Sabatino Ciuffini                     | italienischer Drehbuchautor                                                      |  |
| Ingeborg Clarus                       | Tiefenpsychologin und Autorin                                                    |  |
| André du Colombier                    | katalanisch-französischer Konzeptkünstler                                        |  |
| Arthur Leycester Scott Coltman        | britischer Diplomat                                                              |  |
| Cecil Cope                            | englischer Kirchenmusiker, Sänger und Komponist                                  |  |
| Erich Danckwardt                      | deutscher Schiffbauingenieur und Hochschullehrer                                 |  |
| Andre de Staercke                     | belgischer Diplomat                                                              |  |
| Sokhna Magat Diop                     | senegalesische Kalifin eines Zweigs der Muridiyya-Bruderschaft in Thiès, Senegal |  |
| Jean Dop                              | französischer Rugby-League-Spieler                                               |  |
| Ferdinand Drijkoningen                | niederländischer Romanist und Avantgardeforscher                                 |  |
| Dzeliwe                               | swasiländische Adelige, Regentin von Swasiland (1982–1983)                       |  |
| Günther Eisenhardt                    | deutscher Musikwissenschaftler                                                   |  |
| Jürgen Elvers                         | deutscher Kunstmaler                                                             |  |
| Adhelma Falcón                        | argentinische Tangosängerin                                                      |  |
| Hanna Feldmann                        | deutsche Heimatforscherin                                                        |  |
| Fritz Fischer                         | deutscher KZ-Arzt                                                                |  |
| Aloys F. Gangkofner                   | deutscher Glasgestalter                                                          |  |
| Franz Gary                            | österreichischer Schauspieler                                                    |  |
| Marlene von Gemmingen                 | deutsche Modedesignerin, Buchautorin und Malerin                                 |  |
| Lotte Genzsch                         | deutsche Fotografin                                                              |  |
| Riccardo Ghione                       | italienischer Filmschaffender                                                    |  |
| Werner Giese                          | deutscher Polizist und Landespolizeidirektor in Hamburg                          |  |
| John Gordon                           | US-amerikanischer Jazzmusiker                                                    |  |
| Saul Goskind                          | polnisch-israelischer Filmproduzent                                              |  |
| James Gregory                         | südafrikanischer Gefängniswärter von Nelson Mandela                              |  |
| Masist Gül                            | türkischer Schauspieler, Künstler, Comiczeichner                                 |  |
| Reesom Haile                          | eritreischer Dichter, Journalist und Dozent                                      |  |
| Ulrich Christian Haldi                | Schweizer Antiquitätenhändler und Schriftsteller                                 |  |
| Walter Hammer                         | deutscher SS-Obersturmbannführer und Regierungsrat                               |  |
| Gerd Hartung                          | deutscher Modegrafiker                                                           |  |
| Bob Helm                              | US-amerikanischer Klarinettist und Saxophonist des Dixieland Jazz                |  |
| Franz Klopietz                        | deutscher Maler und Bildhauer                                                    |  |
| Iosif Kovács                          | rumänischer Fußballspieler                                                       |  |
| Hermann Krauß                         | deutscher Pädagoge und Heimatforscher                                            |  |
| Heinz Krüger                          | deutscher Fußballspieler                                                         |  |
| Richard Emil Kutterer                 | deutscher Physiker und Ingenieur                                                 |  |
| Isabel Le Bourdais                    | kanadische Journalistin und Justizirrtumsjägerin                                 |  |
| Walter Lederer                        | deutscher Maler                                                                  |  |
| Pedro Lerma                           | spanischer Pianist und Musikpädagoge                                             |  |
| Eleonore Lingnau-Kluge                | deutsche Malerin                                                                 |  |
| Gretel Loher-Schmeck                  | deutsche Künstlerin                                                              |  |
| Juri Jewgenjewitsch Lorenzson         | sowjetischer Ruderer                                                             |  |
| Henrik Lund                           | grönländischer Politiker (Siumut), Generalkonsul und Journalist                  |  |
| Paul René Machin                      | französischer Dichter                                                            |  |
| Antonio Marchi                        | italienischer Kurzfilmregisseur                                                  |  |
| Eduardo Maturana                      | chilenischer Komponist                                                           |  |
| Adamou Mayaki                         | nigrischer Politiker und Diplomat                                                |  |
| Ludwig Merz                           | deutscher Fachoberlehrer und Stadthistoriker                                     |  |
| Petras Algirdas Miškinis              | litauischer Jurist und Politiker, Mitglied des Seimas                            |  |
| Alexander Wassiljewitsch Morosow      | sowjetischer Hindernisläufer                                                     |  |
| Herbert Naumann                       | deutscher Bildhauer                                                              |  |
| Siegfried Neuburg                     | österreichischer Maler                                                           |  |
| Werner W. Neumann                     | deutscher Architekt und Maler                                                    |  |
| Nguyễn Đình Thi                       | vietnamesischer Schriftsteller, Literaturwissenschaftler und Komponist           |  |
| Guido Oberti                          | italienischer Bauingenieur                                                       |  |
| Walter Opitz                          | deutscher Maler, Grafiker und Schriftkünstler                                    |  |
| Siegfried Östreicher                  | deutscher Architekt                                                              |  |
| Kurt Otto                             | deutscher Rallye-Rennfahrer                                                      |  |
| Vladas Pavilonis                      | litauischer Strafrechtler                                                        |  |
| Manuel Pereira da Silva               | portugiesischer Bildhauer                                                        |  |
| Karl Pfeifer                          | deutscher Schriftleiter und Politiker (DP), MdBB                                 |  |
| Gottlob Pflugfelder                   | Schweizer Psychiater                                                             |  |
| Rudolf Pospieszczyk                   | deutscher Maler und Galerist                                                     |  |
| Herbert Rappsilber                    | deutscher Fußballspieler und -trainer                                            |  |
| Wolfram von Raven                     | deutscher Publizist                                                              |  |
| Annemie Renz                          | deutsche Politikerin (Bündnis 90/Die Grünen), MdL                                |  |
| Georg Reuter                          | argentinischer Komponist der „modernen Klassik“                                  |  |
| Reginald Revans                       | britischer Kernphysiker                                                          |  |
| Manfred Schitthof                     | deutscher Basketballspieler                                                      |  |
| Raoul Wolfgang Schnell                | deutscher Hörspielregisseur und -autor                                           |  |
| Hellmut Schöner                       | deutscher Journalist, Übersetzer und Sachbuchautor                               |  |
| Karl Schwab                           | deutscher Gewerkschafter                                                         |  |
| Wilhelm Seidensticker                 | deutscher Architekt                                                              |  |
| Shamseddin Seyed Abbasi               | iranischer Ringer                                                                |  |
| Geraldo Eulálio do Nascimento e Silva | brasilianischer Diplomat                                                         |  |
| Gilbert A. R. De Smet                 | belgischer Germanist                                                             |  |
| Carl Stein                            | deutscher Diplomat                                                               |  |
| Alfred Stifter                        | österreichischer Kunstmaler und Glasmaler                                        |  |
| Franz Stimpfl                         | österreichischer Schriftsteller                                                  |  |
| Kathleen Stokes                       | britische Sprinterin                                                             |  |
| Gerhard Storb                         | deutscher Pädagoge und Genealoge                                                 |  |
| Hans Stumbauer                        | österreichischer Pädagoge, Kunsterzieher, Autor, Maler und Grafiker              |  |
| Anna Tervoort                         | deutsche Gerechte unter den Völkern                                              |  |
| Herbert Todt                          | deutscher unitarischer Pfarrer                                                   |  |
| Wilfried Toepser                      | deutscher Flottillenadmiral der Bundesmarine                                     |  |
| Rudolf Uhlig                          | deutscher Maler, Grafiker und Kirchenmusiker                                     |  |
| Ioan Ungur                            | rumänischer Politiker (PCR)                                                      |  |
| Lieselotte Voellner-Gallus            | deutsche Ärztin und Bildhauerin                                                  |  |
| Wolfgang vom Schemm                   | deutscher Zeichner und Grafiker                                                  |  |
| Rolf Wagner                           | deutscher Maler und Wandgestalter                                                |  |
| Reinhard Waibel                       | deutscher Schifffahrtskaufmann und Schiffseigner                                 |  |
| Ernst Wenisch                         | österreichischer Erwachsenenbildner                                              |  |
| Hans Joachim Wiehler                  | deutschamerikanischer Botaniker und mennonitischer Pastor                        |  |
| Ian Young                             | britischer Sprinter                                                              |  |
| William Hilary Young                  | britischer Botschafter                                                           |  |
| Jean-François Zevaco                  | französischer Architekt                                                          |  |
| Otto Zewe                             | deutscher Bildhauer und Mitglied im Saarländischen Künstlerbund                  |  |
| ’Mamohato                             | lesothische Adelige, Regentin von Lesotho                                        |  |